# Zapato 3
Zapato 3 es una banda venezolana de rock alternativo muy relevante en la escena nacional y latinoamericana de los años ochenta y noventa. Estuvo conformada principalmente por los hermanos Álvaro Segura (guitarra y coros) y Carlos Segura (vocalista), Fernando Batoni (bajo), Jaime Verdaguer (teclados), Diego Márquez (batería en Amor, furia y languidez y Bésame y suicídate), Rafael Cadavieco (batería en Separación, Cápsula para volar) y César Domínguez (batería en Ecos punzantes del ayer).

## Historia
Cuenta Fernando Batoni, miembro fundador de la banda, que el origen de Zapato 3 puede remontarse a 1983 aproximadamente. Relata que él, junto a su amigo y vecino, y también miembro fundador de la agrupación, Javier Avellaneda «Vieja», formaron una miniteca (sistema de sonido para amenizar fiestas) llamada Epsilon.
Batoni explica que las primeras inquietudes de formar una banda de rock se habían generado, originalmente, por el contagioso interés que sus compañeros de colegio manifestaban. Él, al igual muchos de lo más destacados músicos de la movida musical caraqueña, venían del colegio Santiago de León de Caracas.
Por esos primeros meses de 1983 Fernando Batoni afirma que junto a Javier Avellaneda crean la idea y el concepto del grupo de rock que querían tener: "un día vamos al cine de Plaza las Américas a ver una antología de los Beatles, fíjate nace primero el nombre que el grupo (…) Javier y yo llegamos al cine a ver esa película de los Beatles porque nos llamaba la atención, eran entrevistas, conciertos, entrevistas, conciertos, fanes, tours, en eso pasan la famosa conversación a la que nosotros hacemos referencia muchas veces, que están todos ellos sentados en una sala y les preguntan que por qué se llaman Beatles, y responde Ringo Starr, recuerdo clarito que dice que Beatles no quiere decir nada, el grupo pudo haberse llamado silla….o "zapato", entonces nos gustó el zapato y lo agarramos. Y el 3 viene poco a poco, viene como un apellido, usábamos 3, por todo decíamos 3, 3, 3 (…), y finalmente se quedó con el grupo".
Durante primeros años de la década de los ochenta la ciudad de Caracas se ve inundada de muchas minitecas que amenizan fiestas privadas y grandes eventos donde la música disco o disco music era su principal valor. En medio de este esplendor discotequero móvil, un pequeño grupo de jóvenes rebeldes e insatisfechos, provenientes de la clase media del este caraqueño, comienzan a rebelarse contra este movimiento sonoro y se inicia una incipiente pero trascendental cantidad de pequeñas reuniones o fiestas privadas, que van generando un ambiente underground alternativo que fue el escenario perfecto para que otras tendencias más novedosas germinaran. Así surgieron grupos vanguardistas y experimentales ganando espacios en la ciudad.
El primer síntoma de respuesta contraria fueron algunas minitecas, pequeñas pero de música alternativa, como el caso de Spit (formada por algunos de los luego miembros de Sentimiento Muerto), y Aseo Urbano (integrada por algunos de los posteriormente miembros de Desorden Público), cuya especialidad era el punk rock o new wave.
En este ambiente de búsqueda de identidad musical e influidos por las oscuras tendencias del post punk, la Caracas de mediados de los 80 crea las condiciones perfectas para que fermentara, lenta, pero sólidamente un movimiento de bandas alternativas conformadas principalmente por Seguridad Nacional, Sentimiento Muerto, Desorden Público y Zapato 3 entre otros.
La primera alineación que se haya registrado de acuerdo a la explicación de los miembros fundadores fue en 1984 (probablemente) y la integraban: Javier Avellaneda (guitarra y voz), Fernando Batoni (bajo), Pedro Romero (guitarra) y Ernesto Rodríguez (batería). A no mucho de estas primeras sesiones de ensayo, Ernesto Rodríguez invita a cantar en la banda a Ingrid Dreissig. Las primeras composiciones de Zapato 3 estaban influenciadas por bandas como The Clash, The Cure, Siouxsie and the Banshees, entre otros. Orientados hacia una búsqueda de texturas profundas, monótonas y letras denunciantes o existencialistas.
El más recordado concierto que ofrecieron por esa época con Ingrid de Cantante fue el realizado en Los Toldos del Rosal el 9 de diciembre de 1985.
A finales del 85 y principios del 86, Zapato 3 comienza a sufrir una serie de mutaciones en su búsqueda de un sonido identificativo que los va llevando a tener entrada y salida constante de sus miembros. A la salida de Ingrid Dreissig de la banda, trataron de tener otra voces femeninas como propuesta y con esa intención hicieron intentos con Corina Pérez y Silvia Array, lo cual no resultó.
Ernesto Rodríguez deja la batería y en su lugar el instrumento lo ejecuta por un corto tiempo José Félix Avellaneda«Pepe», manteniéndose Batoni en el bajo y Javier Avellaneda en la guitarra. Ahora como trío ante la ausencia de las cantantes y la salida del otro guitarrista. En ese punto Javier decide cantar por un corto período de tiempo.
Fue un tiempo de crecimiento y experimentación en la búsqueda de la identidad de la banda, y velozmente sus presentaciones eran en fiestas privadas o pequeños locales nocturnos como el recordado Coco's o Divin's.
No llegando a un puerto seguro y muy probablemente durante 1986 Batoni decide dejar el proyecto de Zapato 3, el cual queda por varios meses en manos de Javier, quien continuó experimentando con otros músicos.
Batoni por su parte se une a otra banda conocida del underground caraqueño llamada Un Perfecto Extraño, donde estaban Álvaro Segura en la guitarra, Jaime Verdaguer teclados, Sebastian Araujo batería y Pablo Estacio en la voz.
Un perfecto Extraño con esa formación, en la que estuvo Batoni, tuvo un poco de actividad presentándose en varios lugares y clubes como el famoso L'Antro. Pero a fines del 86 (probablemente) y por incompatibilidad de caracteres se disuelven, y Batoni regresa a Zapato 3.
En esa reorganización de la banda, invitan a Diego Márquez a integrarse ya que se conocían del colegio Santiago de León de Caracas. En ese entonces la formación seguía como trío con Avellaneda en la voz y guitarra, Batoni al bajo y Diego Márquez en la batería. A escasas semanas de esa formación y de forma espontánea Avellaneda invita a Jorge Ramírez, amigo de la banda, a que tomara la guitarra para él dedicarse a cantar.
Diego Márquez explica en el libro biográfico de la banda que los temas que interpretaban en ese entonces entre otros eran algunos de los que luego serían cruciales en su repertorio como: La Ciudad Azul, Obstinado, Convicto, Me derrumbo por Dentro, Cuatro Paredes y La Mosca. Esa primera estancia de Diego Márquez en el grupo fue corta pero fructífera, y entre las presentaciones más destacadas están las del night club L´Antro, y en el teatro 8 de las Mercedes.
Por desavenencias y desacuerdos entre los miembros, Diego Márquez abandona la banda y le sustituye Mauricio Cepeda, que venía de tocar con y una famosa banda hardcore del underground caraqueño llamada 4.º Reich. Mauricio también venía del Colegio Santiago de León de Caracas. Esa formación duró desde el año 1987 hasta entrado el 1988 y se conoce como la etapa más dark del Zapato 3, confiriéndoles una fama que comenzó a ofrecerles una gran cantidad de seguidores muy rápidamente. También de esa primera etapa se recuerdan algunos de sus más famosos y eufóricos conciertos en lugares como el Teatro Cadafe, el L´Antró, la casa de la Cultura de Chacao, y un muy recordado concierto en el Celarg que para muchos fue el concierto más dark que se hubiese escenificado en la Caracas de ese entonces.
Luego de ese concierto que fue el 15 de abril de 1988, Fernando Batoni invitó a Álvaro Segura, su excompañero de Un Perfecto Extraño y del instituto de Diseño Newman donde estudiaban,  a tocar guitarra en el grupo como 2.º guitarrista. Esto generó fricciones en el seno de la agrupación y produjo una nueva separación. Batoni, Avellaneda y Álvaro decidieron separarse entonces de Jorge Ramírez y Mauricio Cepeda para posteriormente constituir otro núcleo, sustituyendo la repentina ausencia del baterista con batería electrónica.
A escasos días de presentarse en un masivo evento en el que participarían llamado los 30 años el rock and roll, el miembro fundador y ahora cantante Javier Avellaneda, “vieja”, decide abandonar el grupo. Tenía semanas participando en cursos preparatorios y entrenamientos para ser policía y había sido aceptado.
De esa forma entra a la agrupación Carlos Segura, quien era el vocalista de la banda caraqueña El Rastro, y se encargó de montar las canciones que la banda ya tenía preparadas e impulsar los cambios definitivos que llevarían a Zapato 3 a ser aún más popular de lo que ya era.
Luego de ese evento la banda recibe su primera oferta para grabar un disco con una disquera independiente llamada TP record, y aunque programaron algunas baterías electrónicas en la grabación, invitan a Diego Márquez nuevamente para que se integre a esa etapa, para que toque algunas baterías acústicas y programe las baterías electrónicas.
Por desacuerdos con la discográfica que los firmó, la banda rompe contrato y ese primer disco, casi concluido, quedó inédito, no obstante Zapato 3 ya para ese momento estaba situada en la cúspide del underground caraqueño.
Comienzan a aparecer en la prensa grandes reportajes y para ese entonces ya llenaban todos los eventos en los que participaban ya de mayor aforo que los anteriores.
Para 1989 se presentan en el famoso concierto llamado “Encuentro en el Ruedo”, junto a Sentimiento Muerto y Desorden Público, obteniendo una muy positiva crítica de parte del público y seguidores que aumentaban vertiginosamente.
De la misma forma comenzaron a ser una de las bandas más televisadas en los pocos espacios musicales como el programa sonoclips de RCTV.
A principios de 1990, Zapato 3 estaba viviendo una gran popularidad como una banda emergente del underground caraqueño y fueron estelares en varias presentaciones en el estudio Mata de Coco, en shows en Barquisimeto, programas de TV, y fueron la representación nacional para abrir el primer show masivo de los argentinos Soda Stereo ese año en el Poliedro de Caracas.
En febrero de 1990, aparece su primer vinilo llamado “Amor, Furia y Languidez”, firmado por el sello independiente Grabaciones Clandestinas del locutor y periodista Eugenio Miranda.
El disco aunque tuvo un resultado en ventas aceptable para una disquera independiente, fue duramente criticado por el deficiente sonido de garaje logrado en el estudio, debido a la falta de presupuesto para contratar un productor de experiencia.
Luego de varios meses oscuros donde la banda confiesa que casi se disuelve en 1990, firmaron contrato con la disquera venezolana Sonográfica y editan su segundo disco llamado Bésame y Suicídate en 1991. Para la grabación de este trabajo, la discográfica contrató y trajo desde Londres al bajista venezolano Durban Laverde, quien había sido un cotizado músico de sesión y había trabajado entre otras luminarias con David Bowie y Jimmy Page entre otros.
En 1993 Márquez dejó la agrupación, de modo que fue sustituido por Rafael Cadavieco. Además se incorporó Jaime Verdaguer (de la banda Radio Clip) en los teclados. Ese mismo año grabaron Separación y dos años después Cápsula para volar. En 1998 Cadavieco también abandonó el grupo y fue reemplazado por César Domínguez, quien tocó en la grabación del último disco, Ecos punzantes del ayer, y en la última gira. En el 2000, después de múltiples conflictos, los hermanos Segura, César Domínguez y Jaime Verdaguer abandonaron la agrupación, lo cual marcó el final de la banda.
En sus numerosas presentaciones por todo el país llegaron a compartir tarima con conocidas bandas iberoamericanas como Soda Stereo, Aterciopelados y La Unión así como con los grupos nacionales Desorden Público, Sentimiento Muerto, Aditus y Caramelos de Cianuro, entre otros. No obstante su reducida proyección internacional, llegaron a tocar en MTV en Miami y en México.
Después de disolverse, en 2004 Álvaro y Carlos Segura junto a Gabriel Silva y Agustín Salas formaron la banda Solares en Miami y Jaime Verdaguer se les unió a mediados de agosto de 2006. Paralelamente, en Venezuela, Fernando Batoni ingresó a las filas del proyecto electrónico Metrozubdivision y Rafael Cadavieco es baterista de la banda Atkinson desde 2009; además conduce el programa radial homónimo a su estudio de grabación, «Sala de maquinas», en una reconocida estación de radio capitalina.

## Reunión
En 2009, apareció en la página oficial del grupo una cuenta regresiva que terminaba el 10/10/10. En una entrevista realizada ese día, el 10 de octubre de 2010, en la emisora radial La Mega 107.3 FM durante el programa Fabricado Acá, Fernando Batoni, Rafael Cadavieco, Diego Márquez, Álvaro Segura y Jaime Verdaguer anunciaron que efectivamente había una gira planeada para esas fechas, pero que la propuesta que se le hizo al final no convenció. Sin embargo, no cerraban la posibilidad de un regreso. «Sólo tienen que darse las condiciones» dijo Batoni, quien retomó la palabra por primera vez en diez años con los hermanos Segura en dicha entrevista, la misma noche en la que se habría dado su primera reunión.
Un año después, el teclista Jaime Verdaguer anunció el «regreso ineludible» a través del Twitter oficial de la banda, confirmando las negociaciones sobre una gira nacional para 2012. Días después del anuncio realizado por Jaime Verdaguer a través de Twitter, el 16 de octubre de 2011, en medio de una presentación en vivo de Solares (banda donde tocan Carlos y Álvaro Segura y Jaime Verdaguer) en el Festival Motorland de Valencia, invitaron a la tarima a Fernando Batoni para interpretar algunos de los grandes éxitos de Zapato 3 y prometieron un reencuentro oficial para el año siguiente.
El regreso al escenario de Zapato 3 se dio el 24 de marzo de 2012, durante la celebración del 107.º aniversario las Ferias de Maracay y tras unos doce años de la disolución. La banda estuvo conformada por los hermanos Segura, Fernando Batoni, Jaime Verdaguer y Diego Márquez. A raíz del gran éxito del concierto, confirmaron a través de la página oficial y las cuentas de Facebook y Twitter la gira nacional llamada La Última Cruzada, la cual comenzaría el 13 de julio en Maracaibo y recorrería las ciudades más grandes del país.

## Legado
Zapato 3 pasó de ser una banda solo conocida en pequeños círculos de interés en la movida rock venezolana a uno de los principales iconos del rock de Venezuela de la década de 1990. Fue la primera banda venezolana en alcanzar los primeros lugares en las carteleras de radio del país con temas estrictamente de rock. Su influencia se ha hecho evidente con el paso de los años y temas como «Pantaletas negras», «Obstinado», «Amo las estrellas», «Uñas asesinas» y «Vampiro» se mantienen vigentes en las estaciones de radio. Zapato 3 fue, junto con Sentimiento Muerto, una de las primeras bandas con seguidores constantes en Venezuela.
En 2010 se estrenó Detrás de la puerta - La historia documentada de Zapato 3, un documental dirigido y producido por el promotor cultural Max Manzano junto al cineasta y locutor Pericles Sánchez.
El 2 de octubre de 2015 se estrena en las salas de cine venezolanas Vuelo Sobre Ti, una película documental dirigida por Luis Soles donde documenta toda la gira de la banda en 2012, conocida como La Última Cruzada.
El 16 de febrero de 2022, se dio a conocer sobre el fallecimiento del reconocido baterista de la banda, Diego Márquez, quien según reportes de la agrupación sufría de una aguda depresión y decidió dar fin con su vida. El icónico instrumentista residía en Suiza desde hace un par de años.

## Formación actual
- Voz: Carlos Segura
- Guitarra: Por anunciar nuevo integrante
- Bajo: Fernando Batoni
- Teclados: Jaime Verdaguer
- Batería: Dario Adames

Exmiembros
- Voz y guitarra: Javier Avellaneda + (1968-1993)
- Batería: Ernesto Rodríguez
- Batería y percusión: Rafael Cadavieco (Discos 3,4)
- Batería: César Domínguez (Disco 5)
- Batería: Diego Márquez + (1970-2022) (Discos 1,2,6)
- Guitarra: Héctor (Tito) Fierro (Disco 1)
- Guitarra: Álvaro Segura

## Discografía

### Álbumes de estudio
- Amor, furia y languidez (1989)
- Bésame y suicídate (1991)
- Separación (1993)
- Cápsula para volar (1995)
- Ecos punzantes del ayer (1999)

### Álbumes En Vivo
- La última cruzada (2014)
- Zapato3 2023: Teatro Teresa Carreño (2023)

### Sencillos
- Amaranto (2017)

El tema Amaranto de Zapato 3 fue incluido en una colección musical de 3 discos de vinilo de rock denominada DKRD Col01 lanzada por DESKA Records.
- Te prendo como mirra (2017)
- "Elefantes Marinos" (2018)
- "Xanax" (2018)
- "Que Mente" (2020)